# Gunungapi Wetar
Gunungapi Wetar es un isla volcánica aislada ubicada al norte de la isla Wetar en el mar de Banda, Indonesia. La isla, un estratovolcán, tiene una elevación de solo 282 m sobre el nivel del mar, pero la altura hasta la cumbre desde el fondo oceánico es superior a los 5000 m. Se tiene registro de dos erupciones en 1512 y 1699.